# Sarrastes
Les Sarrastes sont un peuple de l'âge du bronze moyen possiblement indoeuropéen de langue osque, parfois inclus dans la dénomination générique de « Pélasges » et habitant la vallée du fleuve Sarno, dans le golfe de Naples,,,. Le synœcisme de cinq villages sarrastes passés sous influence étrusque, fut à l'origine de la ville de Pompéi (pumpe signifie cinq en osque).